# Don (Écosse)
Pour les articles homonymes, voir Don.
Le Don est un fleuve dans le nord-est de l'Écosse. 

## Géographie
Il prend sa source dans les monts Grampians et coule vers l'est à travers l'Aberdeenshire. Il atteint la mer du Nord à Aberdeen. Le Don passe par les villes d'Alford, Kemnay, Inverurie, Kintore et Dyce (en). Son principal affluent, la rivière Ury (en), le rejoint à Inverurie.